# Itterajivit
Itterajivit (o Igterajivit o Ittaajimmiut o Illukasiit o Kap Hope) è un piccolo villaggio della Groenlandia di 9 abitanti (gennaio 2005). Si trova sulle rive dello Scoresby Sund, presso Ittoqqortoormiit, a 70°27'N 22°23'O; appartiene al comune di Sermersooq.